# Vårdö
Vårdö è un comune finlandese di 451 abitanti, situato nella regione delle Isole Åland.

## Società

### Lingue e dialetti
Lo svedese è l'unica lingua ufficiale di Vardö; 9,3% parlano altre lingue, compreso il finlandese (5,0%). Il comune ha anche dato il benvenuto a immigrati recenti che parlano altre lingue. 
| %     | Ripartizione linguistica (gruppi principali) |
| ----- | -------------------------------------------- |
| 90,8% | madrelingua svedese                          |
| 5,0%  | madrelingua finlandese                       |